# Saneamento em Pernambuco

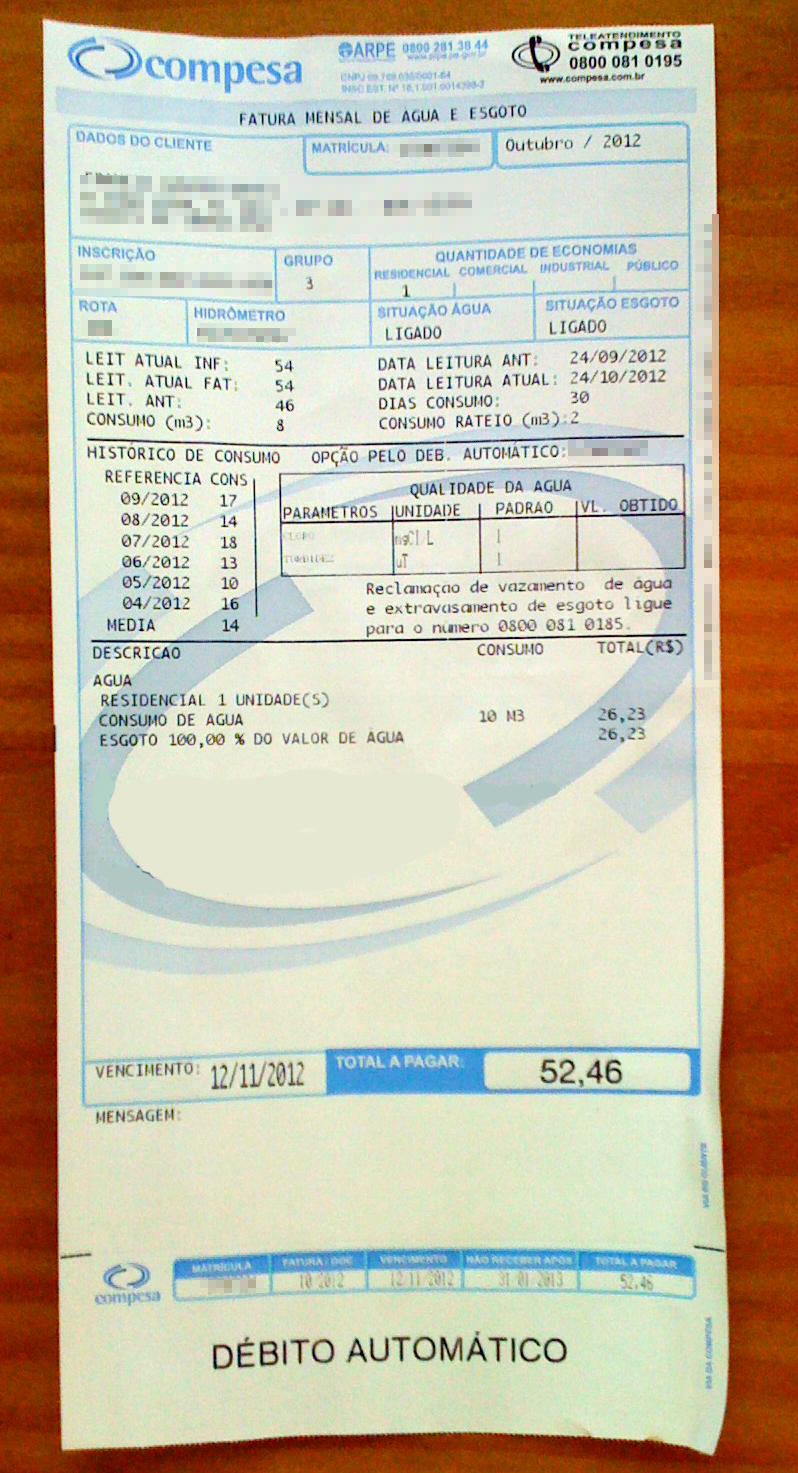
Conta de Água da empresa Compesa, que abastece a cidade de Recife, capital de Pernambuco.

O saneamento em Pernambuco, isto é, o abastecimento de água potável e a coleta de esgoto, é caracterizado pelos altos níveis de acesso à rede de água em áreas urbanas mas também pelo serviço de qualidade pobre (abastecimento intermitente), acessibilidade inadequada ao saneamento e insuficiente às exigências da ONU para caracterizar as fontes de água e saneamento em áreas rurais como "melhoradas".
Nestas, onde 76% dos 8,4 milhões de habitantes de Pernambuco vivem, o acesso a conexões caseiras à rede de abastecimento de água é de 91% e o acesso à rede de esgoto fica em 49%. Sobre a qualidade do serviço, o racionamento é uma realidade constante em cerca de 85% dos municípios, incluindo a região metropolitana do Recife. Isto se deve, primariamente, à falta de recursos hídricos, particularmente devido ao tempo seco sazonal e condições de seca frequentes.
A Secretaria de Recursos Hídricos e Energéticos (SRHE) está encarregada das duas questões. A Companhia Pernambucana de Saneamento (COMPESA) é responsável pelo serviço de saneamento na maior parte da unidade federativa. COMPESA fornece água para a população urbana em 170 municípios e rede de esgoto em 20. Há um total de 189 municipalidades em Pernambuco, dentre as quais as não atendidas pela COMPESA recebem o serviço por órgãos públicos municipais. A companhia opera sob contratos de concessão com municípios e é regulada e supervisionada pela agência regulatória estadual multissetor ARPE (Agência de Regulação de Pernambuco).
A cidade de Recife foi pioneira na simplificação da rede de esgoto no Brasil.